# Edmund Freiherr von Loë-Imstenradt
Gerhard Edmund Freiherr von Loë-Imstenradt, né le 28 août 1749 à Düsseldorf, mort le 30 mai 1813 au château Wissen à Clèves, est un homme d'État allemand, français pendant le Premier Empire.
Il se marie le 27 juillet 1783 à Münster (Westphalie) avec Marie Alexandrine von Merveldt, Freiin zu Lembeck
Il est nommé membre du sénat conservateur le 20 mai 1806 et est fait comte de l'Empire vers 1808.

## Sources
- « Edmund Freiherr von Loë-Imstenradt », dans Adolphe Robert et Gaston Cougny, Dictionnaire des parlementaires français, Edgar Bourloton, 1889-1891 [détail de l’édition]